# Kavadh II
Kavadh II (tiếng Ba Tư: قباد Qobād hoặc Qabād), còn được gọi là Sheroya hoặc Shiruya (Siroes, Shiroye), là vua của đế quốc Sassanid, ông chỉ trị vì vài tháng trong năm 628. Ông là con trai của vua Khosrau II (năm 590-628). Ông trở thành vua sau khi nổi loạn chống lại cha mình. Triều đại của Kavad được coi là một bước ngoặt trong lịch sử Sassanid, và một số học giả cho rằng ông đóng vai trò quan trọng trong sự sụp đổ của đế quốc.

## Tiểu sử
Kavadh II là con trai của Khosrau II, vua của đế quốc Sassanid, với Maria, con gái của Maurice, hoàng đế của đế quốc Byzantine. Kavadh đã bị cha mình tống vào ngục, bởi vì ông ta muốn đảm bảo cho người con trai mà ông ta yêu quý là Mardanshah, người con với người vợ được ông ta sủng ái,Shirin, có thể lên ngôi vua sau này. Danh tiếng của cha ông đã bị hủy hoại trong giai đoạn cuối cùng của cuộc chiến tranh Byzantine-Sassanid từ năm 602-628. Năm 627, tướng Rhahzadh đã tử trận và Dastgerd, nơi cư ngụ ưa thích của nhà vua, đã bị Heraclius cướp phá, ông ta tiếp đó tiến quân về Ctesiphon. Năm 628, Kavadh đã được các gia tộc phong kiến của đế quốc Sassanid giải thoát khỏi ngục tù, trong đó bao gồm: gia tộc Ispahbudhan của viên spahbed Farrukh Hormizd và hai con trai của ông ta Rostam Farrokhzad và Farrukhzad. Shahrbaraz của gia tộc Mihran, phe Armenia đại diện bởi Varaztirots II Bagratuni và cuối cùng là Kanarang.
Vào tháng 2 năm đó, Kavadh cùng với Aspad Gushnasp, đã chiếm được thành Ctesiphon và giam cầm vua cha Khosrau II. Kavadh II sau đó tuyên bố mình là vua của đế quốc Sassanid vào ngày 25 tháng Hai, và ra lệnh hành quyết tất cả các anh em của mình, trong đó bao gồm cảMardanshah, người con mà Khosrau II yêu quý. Ba ngày sau, ông ra lệnh cho Mihr Hormozd xử tử vua cha. Với sự đồng ý của các quý tộc Ba Tư, Kavadh sau đó đã ký kết hiệp ước hòa bình với hoàng đế Byzantine Heraclius, trong đó Byzantine được nhận lại tất cả các vùng lãnh thổ bị mất của họ, tug binh bị bắt, cùng với một khoản bồi thường chiến phí, cây Thập Tự Thánh và các thánh tích khác đã bị cướp khỏi Jerusalem vào năm 614.
Kavadh cũng bổ nhiệm Varaztirots II Bagratuni làm Marzban của vùng đất Armenia thuộc Ba Tư, và bổ nhiệm Ishoyahb II làm thượng phụ mới của Giáo hội phương Đông. Kavadh II sau đó qua đời vì bệnh dịch hạch chỉ sau một vài tháng cai trị vào ngày 6 tháng 9 năm 628. Ông đã được kế vị bởi người con trai mới 7 tuổi của mình, Ardashir III.